# オシリス (惑星)
オシリス (HD 209458 b) は、ペガスス座にある恒星ペガスス座V376星 (HD 209458) を公転する太陽系外惑星である。質量は木星の0.69倍、半径は木星の1.4倍ほどであると推測されている。中心星から 0.045 au の位置を、およそ3.5日周期で公転している。表面温度およそ 1,200℃ のホット・ジュピターである。
HD 209458 b は系外惑星研究において数多くのマイルストーンとなってきた。この惑星は以下の点で初めての系外惑星である。
- トランジットで観測された初めての系外惑星[4][5]
- 複数の発見方法によって検出された初めての系外惑星[4][5]
- 大気を持つことが確認された初めての系外惑星[6]
- 流出する水素大気を持つことが確認された初めての系外惑星[7]
- 大気中に酸素と炭素を持つことが発見された初めての系外惑星[7]
- 分光観測で直接観測された初めての系外惑星2個のうちの1つ[8][9]
- 巨大な嵐が測定された初めての系外ガス惑星[10][11]
- 軌道速度が測定され、質量が直接決定された初めての惑星[11]

また新しい理論モデルを適用することで、大気中に水蒸気を持つことが発見された初めての系外惑星であると考えられている。
2014年7月、アメリカ航空宇宙局は HD 209458 b や他の系外惑星 HD 189733 b、WASP-12b は非常に乾燥した大気を持っていることを発表した。
オシリス (Osiris) という名称は、古代エジプト神話に登場する冥界の王、オシリス神に因んだ愛称である。オシリス神は体を切り刻まれて失ってしまったが、その様子がこの惑星が大気の流出を起こし質量を失っている状態と似ていることから、この惑星からの大気の流出を初めて発見した科学者である Alfred Vidal-Madjar と Alain Lecavelier des Etangs によって提案された。この愛称は2003年にパリ天体物理学研究所で開催された国際会議「Extrasolar Planets, Today And Tomorrow」で提案されたが、正式に承認された名称ではなく、太陽系外惑星のカタログや大部分の学術論文では引き続き HD 209458 b という名称で呼ばれている。

## 発見と観測

### 視線速度法での発見とトランジット観測
HD 209458 b は初めてトランジットが検出された太陽系外惑星であるが、存在の初検出は視線速度法を用いて行われた。またトランジットの初検出には、ハーバード・スミソニアン天体物理学センターの David Charbonneau らによるグループと、テネシー州立大学の Gregory W. Henry らの2つの観測チームが競合していた。
主星である HD 209458 は、ケック望遠鏡の HIRES を用いた観測と、オート＝プロヴァンス天文台の 1.93 m 望遠鏡に設置された分光器 ELODIE を用いた観測の、視線速度法によるそれぞれ独立した2つの系外惑星探査プロジェクトでの観測対象となっていた。ELODIE による観測では1999年8月の段階で HD 209458 に視線速度の変動が検出されており、その後の追加観測の結果とも合わせて惑星候補天体の軌道要素や、予測されるトランジットの日時が判明していた。これを受け Charbonneau らは1999年8月29日以降に10夜にわたって HD 209458 の測光観測を行い、9月9日と16日の両日に、トランジットが発生すると予測されたタイミングで主星の明るさが 1.7% 減少したのを検出した。
一方で Henry らも、9月までに HIRES を用いた観測で HD 209458 に視線速度の変動が検出されたのを受け、軌道要素が確定して予想されるトランジットの日時が判明した後すぐに測光観測を開始した。Henry らはフェアボーン天文台の 0.80 m 望遠鏡を用いて1999年11月7日にトランジットを検出したが、この観測ではトランジットの前半部分のみが観測された。Henry らは当初トランジットの検出に確信を持てない状態であったが、Charbonneau らのグループが9月に完全なトランジットを検出したという噂を聞き、結果を論文として公表するのを急ぐこととした。Henry らは11月12日に国際天文学連合のサーキュラーでトランジットを検出したことを報告し、18日に論文を投稿した。Charbonneau らは翌19日に論文を投稿した。両グループの論文はどちらも受理され、アストロフィジカルジャーナルの同じ巻に、連続したページで掲載された。報告されたいずれのトランジットも継続時間はおよそ3時間であり、惑星は主星の面積のおよそ 1.5% を隠しているとされた。
主星は位置天文衛星のヒッパルコスによって繰り返し観測されていたため、HD 209458 b の公転周期は 3.524786 日と非常に正確に計算されている。

### 分光観測
分光観測による視線速度の変動から、惑星の質量は0.69木星質量と推定されている。トランジットが検出されたことにより、これまでの視線速度法での検出では知ることの出来なかった惑星の半径を計算することが可能となり、木星半径よりおよそ 35% 大きな半径を持つことが判明した。

### 直接検出

HD 209458 b のトランジットと二次食の模式図。

2005年3月22日、NASAはスピッツァー宇宙望遠鏡を用いた観測で惑星から放出される赤外線を検出したと発表し、これは系外惑星からの放射の初めての直接的な検出となった。これは惑星からの光を恒星からの光と空間的に分解した観測では無いが、惑星が恒星の背後に隠れる二次食を用いた観測である。つまり、惑星が主星の背後に隠れており惑星からの光が地球から見えない際のスペクトルと、その前後の恒星と惑星の放射が混じったスペクトルを比較して差分を取ることで、惑星からの放射を抽出することができる。この観測からは、惑星の表面温度が少なくとも 750℃であることが判明した。また HD 209458 b は比較的大きな半径を持っているため、付近に別の天体が存在して軌道離心率が大きくなり、潮汐力の効果によって半径が大きく維持されているのではないかと考えられていたが、この観測で惑星の軌道が円軌道であることが確かめられた。

### スペクトルの観測
2007年2月21日、NASA とネイチャー誌は HD 209458 b および HD 189733 b のスペクトルを直接確認したと発表した。これらは系外惑星のスペクトルが直接観測された初めての例である。この観測手法は、太陽系外の意識を持たない生命体を、それらが惑星の大気に与える影響を介して探査するための方法として長い間考えられていたものである。
NASA・ゴダード宇宙飛行センターの Jeremy Richardson が率いる研究者グループは、波長 7.5〜13.2 マイクロメートルの範囲で2つの系外惑星の大気の分光観測を行った。その結果はいくつかの点で理論的な予測に反するものであった。スペクトルは大気中の水蒸気の存在を示す 10 µm でのピークを持つと予測されていたが、この観測ではそのようなピークは見られず、検出可能な水準の水蒸気が含まれていないことが示唆された。また予測されていなかったスペクトルのピークが 9.65 µm に発見され、これはケイ酸塩のダストによる雲が存在するものと解釈された。この特徴は過去に検出されていなかったものである。さらに 7.78 µm の位置にも予測していなかったスペクトルのピークが見つかり、Richardson らはこの原因は不明であるとした。ジェット推進研究所の Mark Swain が率いる別のチームも Richardson らのデータを再解析して同様の結果を導いている。
2010年6月23日には、HD 209458 b の大気中に風速が時速 7000 キロメートルに達する巨大な嵐が存在することを初めて測定したと発表された。この観測にはヨーロッパ南天天文台の超大型望遠鏡VLTに設置された近赤外線高分散分光装置である CRIRES が使用され、非常に高精度の分光観測が行われた。その結果、惑星の非常に高温な昼側の半球から低温な夜側の半球へ向けて、一酸化炭素のガスが非常に速い速度で流れていることを示す結果が得られた。またこの観測では系外惑星の軌道速度も直接測定され、惑星質量の直接測定が行われた。

## 公転面
2008年時点での最も新しいロシター・マクローリン効果の測定では、惑星の公転面と主星の赤道面のずれは -4.4 ± 1.4° と測定されている。

## 物理的特性
恒星に特に近い位置を公転するホット・ジュピターは、大気の外層を強く加熱されることで膨張した半径を持つ可能性があると考えられてきた。その他には惑星の軌道が離心率を持つことによる潮汐加熱によっても惑星の半径に影響を及ぼす。惑星が形成された段階では現在より軌道離心率が大きかった可能性があり、潮汐加熱の効果は十億年にわたって継続する可能性がある。

### 成層圏と上層雲
HS 209458 b の大気は、惑星の中心から1.29木星半径の高度で 1 バール (100 キロパスカル) になる。
大気の圧力が 33 ± 5 ミリバールになる高度で大気は透明になり (大気成分はおそらく水素)、この高度でレイリー散乱の影響が検出可能になる。この気圧の高度での温度は 2200 ± 260 K である。
宇宙望遠鏡の MOST を用いた観測から、当初は惑星のアルベド (もしくは反射率) は 0.3 以下であると制限が付けられており、驚くほど暗い天体であることが示された。これを元にした幾何アルベドは 0.038 ± 0.045 と測定されている。比較として、木星は 0.52 というずっと高いアルベドを持つ。このことは、この惑星の雲層の上部は木星よりも反射率の低い物質で出来ているか、もしくは高層大気には雲が存在せず、入射光は地球の暗い海のようにレイリー散乱を受けているかのどちらかである可能性があることを示唆している。その後の理論モデルでは、大気の最上部と、マントル部を取り囲む高温・高圧のガスの間には、より低温な成層圏が存在することが示された。このことは、惑星大気の外層に、暗く光学的に厚い高温な雲が存在することを示唆する。この雲は、赤色矮星の大気中に見られるような酸化チタン (TiO) や酸化バナジウム (VO) からなると一般的には考えられているが、ソリンなどの別の化合物である可能性も否定できない。2016年の研究では、大気高層にある雲は惑星を部分的に覆っており、被覆率はおよそ 57% であると示唆されている。レイリー散乱を起こす高温の水素は成層圏の最上部にあり、吸収を起こす雲層はその上空の 25 ミリバールの高度に浮かんでいる。

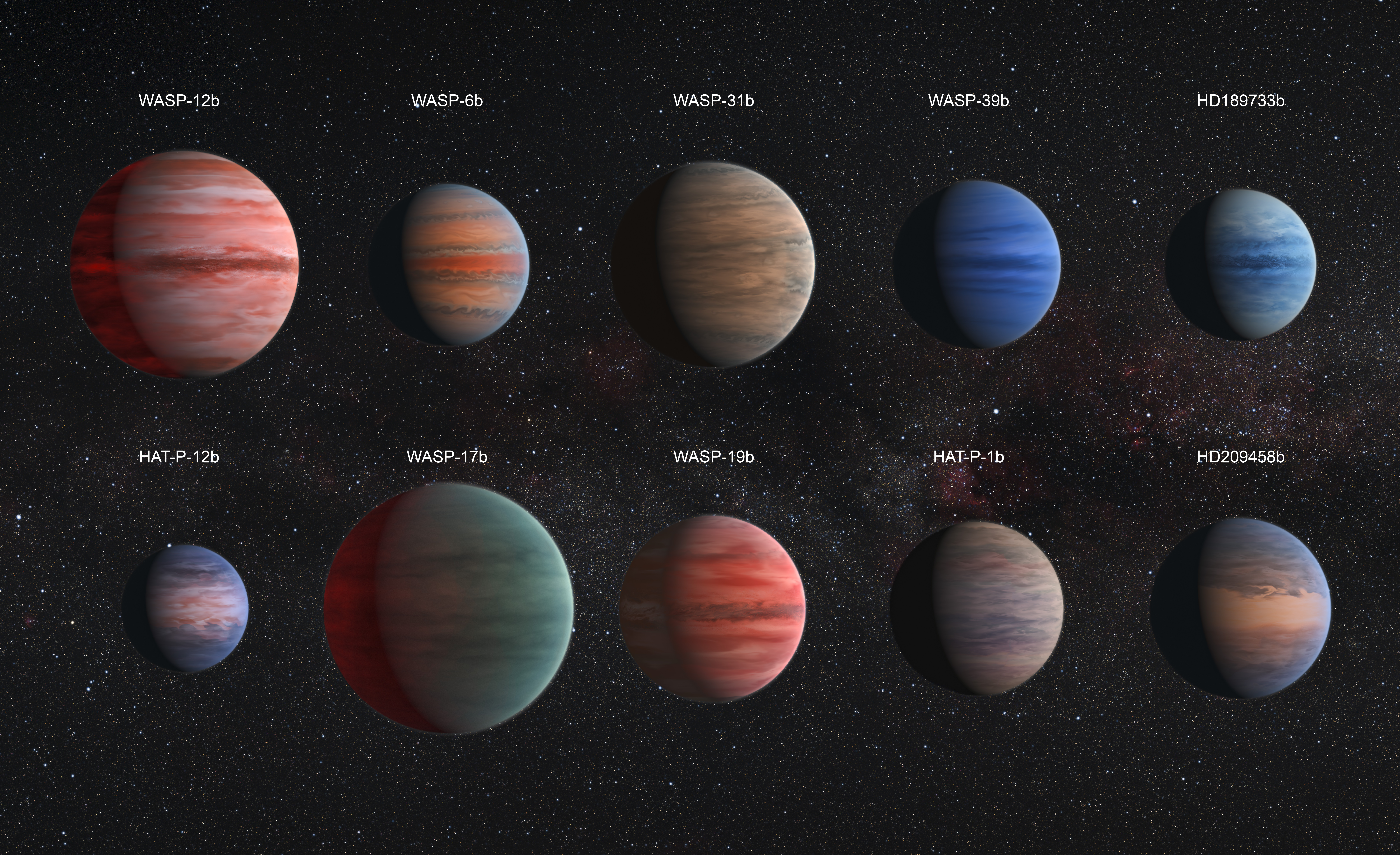
ホット・ジュピターと呼ばれるタイプの惑星の比較 (想像図)。
左上から右下に向かって、WASP-12b、WASP-6b、WASP-31b、WASP-39b、HD 189733 b、HAT-P-12b、WASP-17b、WASP-19b、HAT-P-1b、HD 209458 b。

### 外気圏と大気散逸
成層圏の上部には外気圏が存在する。2001年11月27日にハッブル宇宙望遠鏡によって HD 209458 b の大気中からナトリウムが検出され、これは太陽系の外で惑星の大気が測定された初めての例になった。この発見は、天文学者のサラ・シーガーらによって2001年後半に予測されていた。ナトリウムのスペクトル線のコア部分は気圧が50ミリバールから1マイクロバールとなる範囲まで続いていた。HD209458bのナトリウムの吸収線の強さは、 HD 189733 b で検出されtたもと比べて3分の1の強さである。
2003年から2004年にかけて、天文学者はハッブル宇宙望遠鏡の画像分光器 STIS を用いた観測で、惑星の周囲に 10,000 K にもなる水素、炭素と酸素からなる巨大な楕円体状のエンベロープが存在するのを発見した。水素の外気圏は惑星のヒル半径である3.1木星半径にまで広がっており、これは惑星の半径である1.32木星半径よりもずっと大きい。この距離と温度では、大気粒子の速度のマクスウェル分布は脱出速度よりも高速で動く原子の顕著な「尾」を形成する。この惑星は、1秒あたり 1-5×108 kg もの水素を失っていると推定される。このエンベロープを透過してくる恒星の放射の解析からは、より重い元素である炭素や酸素原子も惑星から流れ出していることが分かっている。これは惑星から蒸発していく水素大気による極端な流体力学的抗力によるものである。惑星から流れ出す水素の尾はおよそ 200,000 km の長さがあり、これは尾の直径とおおよそ等しい。またその速度は時速 35,000 km という猛スピードである。
このような大気散逸は、太陽に似た恒星の周りを 0.1 au よりも近い距離で公転する全ての惑星で一般的に起きる現象だと考えられている。HD 209458 b は全質量を失うことは無いものの、推定される寿命である50億年の間に最大で全質量のおよそ 7% を失うと推定されている。惑星の磁場はこの大気の散逸を阻害する可能性がある。これは、外気圏は主星によってイオン化され、磁場はイオンを散逸から防ぐからである。

### 大気中の水蒸気の可能性
2007年4月10日に、ローウェル天文台の Travis Barman はこの惑星の大気が水蒸気を含んでいる証拠について発表した。過去に公表されているハッブル宇宙望遠鏡での測定と新しい理論モデルを用いた結果、大気中の水蒸気による吸収を示す強い証拠が発見されたことが報告された。彼の手法は、惑星が主星の手前をトランジットする際に惑星の大気を直接通過してくる光をモデル化したものである。しかしこの仮説は確認のためにまだ調査中である。
Barman は、ハーバード大学の学生である Heather Knutson がハッブル宇宙望遠鏡を用いて取得したデータを利用し、そこに新しい理論モデルを適用して惑星の大気中での水蒸気の吸収の尤度を計算した。惑星は主星を3.5日に1回公転し、その度に主星の手前を通過するため、恒星から地球に向かって惑星の大気を直接通過してくる光を惑星の大気がどのように吸収するかを調べることによって、その惑星の大気の特徴を分析することが出来る。この研究によると、そのような系外惑星の大気中での水蒸気による吸収によって、可視光線でのスペクトルと比較して赤外線でのスペクトルの一部にわたって惑星の見かけのサイズが大きく見えるという結果をもたらす。これらのデータと理論モデルから、Barman は惑星大気中での水蒸気の吸収の存在を特定した。
4月24日に、ハッブル宇宙望遠鏡を用いた観測を率いた天文学者の David Charbonneau は、望遠鏡そのものによって引き起こされるスペクトルの変化によって、理論モデルが水の存在を示唆してしまう可能性があるという点を指摘した。かれは今後数ヶ月の間のさらなる観測によってこの問題が解決するだろうと望んだ。
その後2009年10月20日に、ジェット推進研究所の研究者らが惑星の大気中から水蒸気、二酸化炭素およびメタンを発見したことを発表した。これはハッブル宇宙望遠鏡とスピッツァー宇宙望遠鏡による観測データから発見されたものであり、ホット・ジュピターとしては2番目の発見となった。

## 磁場
2014年に、HD 209458 b から水素が蒸発していく様子から、惑星の周りの磁場に関する示唆が与えられた。これは系外惑星の磁場の初めての (間接的な) 検出である。この研究からは、この惑星の磁場は木星のおよそ10分の1の強さであると推定された。